# VR-Bank Altenburger Land
Die VR-Bank Altenburger Land eG ist eine deutsche Genossenschaftsbank mit Sitz in der ostthüringischen Stadt Schmölln im Landkreis Altenburger Land. 

## Geschichte
Die Geschichte der Bank geht bis in die Mitte des 19. Jahrhunderts zurück. Der Credit-Verein zu Altenburg, der erste Rechtsvorgänger der Bank, wurde am 17. September 1859 in Altenburg gegründet. Nach der Wende 1989 waren im Altenburger Land je zwei Volksbanken und Raiffeisenbanken ansässig, die mit den Jahren zur heutigen VR-Bank Altenburger Land eG verschmolzen. Im Jahr 1999 fusionierten die Raiffeisenbank Schmölln eG mit dem Sitz in Schmölln und die Raiffeisenbank Altenburg eG mit dem Sitz in Altenburg zur Raiffeisenbank Altenburg-Schmölln eG. 2003 erfolgte die Fusion mit der Volksbank Schmölln eG mit dem Sitz in Schmölln zur VR-Bank Altenburger Land eG. Im Jahr 2008 ging die Volksbank Altenburg eG mit dem Sitz in Altenburg in der VR-Bank Altenburger Land eG auf. Damit waren alle Genossenschaftsbanken im Landkreis vereint.
Im August 2017 kam es zur Fusion mit der Schmöllner Wohnungsgenossenschaft eG aus der regionalen Immobilienwirtschaft. Unter der Marke GEWO – Genossenschaftlich Wohnen wird der gemeinsame Immobilienbestand im Altenburger Land verwaltet.

## Rechtsverhältnisse
Die VR-Bank Altenburger Land eG ist im Genossenschaftsregister beim Amtsgericht Jena unter GnR 200020 eingetragen.

## Organisationsstruktur
Rechtsgrundlagen sind das Genossenschaftsgesetz und die durch die Generalversammlung beschlossene Satzung. Organe der Bank sind der Vorstand, der Aufsichtsrat und die Generalversammlung.

## Mitgliedschaft
Als Genossenschaftsbank dient die VR-Bank Altenburger Land der Förderung ihrer Mitglieder. Mitglied wird man durch den Erwerb mindestens eines Geschäftsanteils. Der Erwerb von Geschäftsanteilen setzt voraus, dass der Anteilseigner auch zugleich eine aktive Geschäftsverbindung zur Bank unterhält. Entsprechendes ist in der jeweiligen Satzung festgelegt. Ein Geschäftsanteil der VR-Bank Altenburger Land kostet 50,00 EUR. Eine Mitgliedschaft einer Genossenschaftsbank bringt neben Rechten auch Pflichten mit sich. Im Jahr 2024 wurde für das Geschäftsjahr 2023 eine Dividende in Höhe von 6 Prozent an die Mitglieder ausgeschüttet.

## Sicherungseinrichtung
Die VR-Bank Altenburger Land eG ist der amtlich anerkannten Sicherungseinrichtung des Bundesverbandes der Deutschen Volksbanken und Raiffeisenbanken GmbH und der zusätzlichen freiwilligen Sicherungseinrichtung des Bundesverbandes der Deutschen Volksbanken und Raiffeisenbanken e.V. angeschlossen.

## Geschäftsausrichtung
Die VR-Bank Altenburger Land eG betreibt das Universalbankgeschäft und ist Teil der Genossenschaftlichen FinanzGruppe und vermittelt Produkte der ihr angehörenden Spezialinstitute. Dazu arbeitet sie mit der DZ Bank, R+V Versicherung, Bausparkasse Schwäbisch Hall, Teambank, VR Smart Finanz, DZ Hyp und der Union Investment zusammen.

## Geschäftsgebiet
Das Geschäftsgebiet liegt vollständig im Landkreis Altenburger Land.
An diesen Orten betreibt die Bank personenbesetzte Filialen:
- Schmölln (Geschäftsstelle)
- Altenburg (Geschäftsstelle)
- Gößnitz (Geschäftsstelle)
- Meuselwitz (Geschäftsstelle)
- Nobitz (Geschäftsstelle)
- Altenburg (SB-Geschäftsstelle)
- Lucka (SB-Geschäftsstelle)
- Nöbdenitz (SB-Geschäftsstelle)
- Treben (SB-Geschäftsstelle)

Am Verwaltungssitz in Schmölln wird keine Geschäftsstelle unterhalten.

## Deutsche Skatbank
Mit Beschluss der Generalversammlung vom 15. Juni 2007 wurde mit Eintragung im Genossenschaftsregister vom 18. Juli 2007 die Deutsche Skatbank als rechtlich unselbstständige Zweigniederlassung der VR-Bank Altenburger Land eG gegründet. Am 15. Oktober 2007 nahm die Deutsche Skatbank ihren Betrieb auf. Ihr Sitz befindet sich seit November 2016 in Schmölln. Die Deutsche Skatbank tritt als Direktbank mit dem Schwerpunkt für Vereinskunden auf. Darüber hinaus werden auch Dienstleistungen für Privat- und Geschäftskunden angeboten.
Im Jahr 2014 erhielt die Deutsche Skatbank öffentliche Aufmerksamkeit, weil sie als erstes deutsches Kreditinstitut einen Negativzins auf Guthaben erhob. Wer in der Summe mehr als 3 Millionen Euro angelegt hatte, musste ab dem 1. November 2014 einen Negativzins von 0,25 Prozent zahlen. Das Kreditinstitut reagierte damit auf die Strafzinspolitik der Europäischen Zentralbank. Zum 1. Oktober 2019 wurde der Negativzins für Privat- und Geschäftskunden nach einigen bereits vorangegangenen Zinsschritten weiter auf 0,5 % erhöht. Bei beiden Kundengruppen griff der Negativzins seitdem bereits bei Guthaben ab 100.000 €. In einem weiteren Schritt wurde dieser Freibetrag für Negativzinsen zum 1. Januar 2020 auf nur noch 25.000 € abgesenkt und galt auch nur noch für das erste bei der Bank geführte Konto eines jeweiligen Kunden. Aktuell werden keine Negativzinsen auf Guthaben mehr erhoben.
Der Name der Bank verweist auf das in Altenburg, dem damaligen Sitz der Bank, erfundene Kartenspiel Skat.

## Trivia
- In den Jahren 2016 bis 2017 baute die VR-Bank Altenburger Land eG als erstes Finanzinstitut Deutschlands ein energieautarkes Haus.[11]

- Die Genossenschaftsbank ist seit 2021 Eigentümerin des ehemaligen Bahnhofsgebäudes in Schmölln.[12]